# Agorius
Agorius is een geslacht van spinnen uit de familie springspinnen (Salticidae).

## Soorten
De volgende soorten zijn bij het geslacht ingedeeld:
- Agorius baloghi Szüts, 2003
- Agorius borneensis Edmunds & Prószyński, 2001
- Agorius cinctus Simon, 1901
- Agorius constrictus Simon, 1901
- Agorius formicinus Simon, 1903
- Agorius gracilipes Thorell, 1877
- Agorius kerinci Prószyński, 2009
- Agorius lindu Prószyński, 2009
- Agorius saaristoi Prószyński, 2009
- Agorius semirufus Simon, 1901